# Paul Vidal de La Blache
Paul Vidal de la Blache (Pèzenas, 22 de janeiro de 1845 - Tamaris-sur-Mer, 5 de abril de 1918) foi um geógrafo francês fundador da Escola Francesa de Geografia. Filho de um professor, Paul foi mandado para a escola interna na Instituição Favard do Lycée Charlemagne, em Paris. Posteriormente, frequentou a École Normale Supérieure, que terminou em 1863 e recebeu o certificado de formação em história e geografia em 1866. Foi indicado para a Ecole Francaise d’Athens, com oportunidade de trabalhar na Itália, Palestina e Egito (esteve presente na inauguração do Canal de Suez). Estudou arqueologia grega por três anos.
Ao retornar à França, em 1870 casou com Laure Marie Elizabeth Mondot, com quem teve 5 filhos. Teve várias colocações como professor, entre elas o Lycee d'Angers e a Ecole Preparatoire de l'Enseignment Superieur des Lettres et des Sciences. La Blache recebeu seu doutorado na Sorbonne em 1872 com a dissertação em história antiga, posteriormente publicada como Hérode Atticus: Étude critique sur sa vie. Começou a trabalhar na Nancy Université. Vidal de la Blache voltou à École Normale Supérieure em 1877, como Professor de Geografia e ali permaneceu por 21 anos. Transferiu-se para a Universidade de Paris, onde continuou ensinando até a aposentadoria, em 1909, aos 64 anos.

## Escola Francesa de Geografia
Vidal de la Blache é o fundador da École française de géographie (em português: "Escola Francesa de Geografia") e também fundou, juntamente com Lucien Gallois, a "Annales de Géographie" (1893), da qual la Blache foi editor até sua morte. "Annales de Géographie" se tornaram um influente periódico acadêmico, promovendo o conceito de geografia humana como o estudo do homem e sua relação com o meio ambiente.
Foi influenciado pelas ideias da Geografia Alemã, principalmente por Friedrich Ratzel. Vidal de la Blache produziu um grande número de publicações, tendo escrito 21 livros.
Para La Blache, um Estado deve planejar a apropriação de espaço geográfico considerando e conhecendo todas as características naturais e humanas de seu território. Defendia que o homem pode interferir, modificar a natureza e vencer os obstáculos impostos pelas condições naturais em determinadas regiões como, por exemplo, uma cordilheira de montanhas, um deserto, um solo pobre, etc. Suas ideias dizem que qualquer Estado soberano possui possibilidades para alcançar um nível de desenvolvimento econômico, social, tecnológico e político a ponto de melhorar satisfatoriamente a vida do seu povo ou da sua nação. Portanto, cabe ao Estado impor seu poder sobre o território..
Ao escrever sobre esses assuntos, La Blache e outros geógrafos franceses criticaram Ratzel por supostamente trabalhar com o determinismo ambiental, isto é, com a tese de que a natureza determinava as condições sociais, econômicas e tecnológicas de um povo. Por afirmar que as relações homem-natureza são historicamente contingentes, e não determinadas de forma causal, e por sustentar que a natureza oferece aos grupos humanos apenas um conjunto de possibilidades de transformação das paisagens, La Blache é considerado o fundador da escola possibilista de geografia.

## Obras
Vidal de la Blache produziu um grande número de publicações; incluindo 17 livros, 107 artigos e 240 reportagens e comentários.
- Hérode Atticus. Étude critique sur sa vie, Paris, Ernest Thorin, 1872, 184 p..
- La terre, géographie physique et économique, Paris, Delagrave, 1883, 304 p..
- États et Nations de l'Europe autour de la France, Paris, Delagrave, 1889, 568 p..
- Atlas général Vidal de La Blache, Histoire et Géographie, Paris, Armand Colin, 1894.
- La Rivière Vincent Pinzòn: étude sur la cartographie de la Guyane, Paris, Félix Alcan, 1902, 114 p..
- Tableau de la Géographie de la France, Paris, Hachette, 1903, 395 p. (reedições: Paris, Tallandier, 1979, 403 p. com um prefácio de Paul Claval, e Paris, La Table Ronde, 1994, 560 p. com um prefácio de Pierre George)..
- La France de l'Est, Paris, Armand Colin, 1917, 280 p. (reedição, Paris, La Découverte, 1994, com uma apresentação de Yves Lacoste)
- Lucien Gallois, Le Bassin de la Sarre, Paris, Armand Colin, 1918, 54 p..
- Emmanuel de Martonne, Principes de la géographie humaine, Paris, 1922, 328 p. (póstumo, reedição, Paris, Utz, 1995, puis Archives Karéline, 2008)..